# The Woman
Pour les articles homonymes, voir Woman.
Pour plus de détails, voir Fiche technique et Distribution.
The Woman est un film d'horreur américain réalisé par Lucky McKee, sorti directement en vidéo en 2011.

## Synopsis
« The Woman » est la dernière survivante d'un clan qui a erré sur la côte nord-est des États-Unis depuis des décennies. Elle demeure seule, gravement blessée et vulnérable.
Christopher Cleek, avocat brillant et père de famille sérieusement perturbé s'embarque, poussé par ses idéaux tordus, dans un projet détraqué : celui de capturer et "civiliser" cette femme.

## Fiche technique
- Titre : The Woman
- Réalisation : Lucky McKee
- Scénario : Jack Ketchum et Lucky McKee, d'après leur livre éponyme
- Production : Robert Tonino et Andrew van den Houten
- Sociétés de production : Modernciné
- Musique : Sean Spillane
- Photographie : Alex Vendler
- Montage : Zach Passero
- Pays d'origine : États-Unis
- Langue : Anglais
- Format : Couleur - 1,78:1
- Genre : Horreur
- Durée : 101 minutes
- Dates de sortie : 23 janvier 2011 (États-Unis), 2 septembre 2011 (L'Étrange Festival, France), 26 janvier 2012 (Festival Gérardmer), 1er mars 2012 (sortie vidéo en France)
- Film strictement interdit aux moins de 16 ans (Violence extrême, régression morale et torture porn)

## Distribution
- Pollyanna McIntosh : The Woman
- Sean Bridgers : Chris Cleek
- Angela Bettis : Belle Cleek
- Lauren Ashley Carter : Peggy Cleek
- Zach Rand : Brian Cleek
- Shyla Molhusen : Darlin Cleek
- Alexa Marcigliano : Socket
- Carlee Baker : Genevieve Raton
- Marcia Bennett : Deanna

## Récompenses et distinctions
- Octopus d'or et Prix du public au 4e Festival européen du film fantastique de Strasbourg
- Meilleur scénario au Festival international du film de Catalogne

## Autour du film
- Le film a été tourné dans le Massachusetts, aux États-Unis[1].